# Bruce Ralston
Bruce Ralston é o actual Membro da Assembleia Legislativa para Surrey-Whalley na província canadense da Colúmbia Britânica. Foi eleito para a Assembleia Legislativa nas eleições de 2005. É membro do Novo partido democrático da Colúmbia Britânica.